# Dendrochiton laurae
Dendrochiton laurae is een keverslakkensoort uit de familie van de Mopaliidae. De wetenschappelijke naam van de soort is voor het eerst geldig gepubliceerd in 1963 door Berry.